# Cessna 350
Le Cessna 350 Corvalis TT est un avion monomoteur (à pistons), construit à l'aide de matériaux composites à train d'atterrissage type tricycle, construit par le constructeur américain Cessna.

## Caractéristiques
Le 350, aussi appelé Corvalis TT est motorisé avec un moteur Continental développant 310 chevaux à 2 700 tr/min. 
Comme son grand frère, le 400, le 350 a une durée de vie de 25 200 heures de vol. Initialement vendu sous le nom de « 350 », Cessna l'appela « Corvalis TT » en janvier 2009, du nom de la ville voisine du site de production de Cessna, situé à Bend (Oregon). Cependant, en avril 2009, Cessna affirme vouloir fermer le site de Bend et déplacer la construction sur le site d'Independance, dans le Kansas.